# Île-du-Prince-Édouard
Pour l'île sud-africaine, voir Île du Prince-Édouard (Afrique du Sud).
Pour les articles homonymes, voir IPE et PEI.
L'Île-du-Prince-Édouard, en abrégé l'Î.-P.-É. (en anglais : Prince Edward Island ou PEI), est une province du Canada. Elle est la plus petite province du pays en superficie, mais la plus densément peuplée. D'après Statistique Canada, l'Î.-P.-É. compte 167 680 habitants en 2022. Elle possède plusieurs surnoms : le « Jardin du Golfe », le « Lieu de naissance de la Confédération » et le « Berceau de la Confédération ». Sa capitale et sa plus grande ville est Charlottetown. Elle est une des trois provinces maritimes, et l'une des quatre de l'Atlantique.
Faisant initialement partie des terres traditionnelles des Micmacs, l'île a été colonisée par les Français en 1604, sous le nom d'isle Saint-Jean, comme une partie intégrante de la colonie de l'Acadie. Elle a été cédée aux Britanniques à la fin de la guerre de Sept Ans, en 1763, et est devenue une région de la colonie de Nouvelle-Écosse. En 1769, elle est devenue une colonie britannique à part entière. L'Île-du-Prince-Édouard a accueilli la conférence de Charlottetown en 1864 pour discuter initialement d'une union des provinces maritimes.
Cependant, la conférence est finalement devenue la première d'une série de réunions qui ont conduit à la Confédération canadienne, en 1867. L'Î.-P.-É. a initialement rejeté la Confédération, mais, face à la faillite de la question des terres (en) et de la construction d'un chemin de fer (en), elle est devenue la septième province du Dominion du Canada, en 1873. Comme elle est une des plus anciennes colonies du Canada, sa population actuelle reflète encore les premiers colons, avec des noms de famille principalement français, anglais, écossais et irlandais.
L'épine dorsale de l'économie de l'Î.-P.-É. est l'agriculture, puisqu'elle produit 25 % des pommes de terre du Canada. Les autres industries importantes incluent la pêche, le tourisme, l'aérospatiale, les biotechnologies, la technologie de l'information, et les énergies renouvelables. L'Î.-P.-É. est située dans le golfe du Saint-Laurent, à environ 200 km au nord d'Halifax en Nouvelle-Écosse, et à 600 km à l'est de la ville de Québec. La province couvre une superficie de 5 686 km2, et l'île principale a une superficie de 5 620 km2, ce qui en fait la 104e plus grande île du monde, et la 23e plus grande île du Canada.

## Étymologie
Les Micmacs ont nommé l'île Epekwitk, ce qui signifie « berceau sur les vagues » dans leur langue. Elle fut renommée isle Saint-Jean vers le XVIIe siècle, alors qu'elle faisait partie de la Nouvelle-France. Cédée au Royaume-Uni en 1759, elle fut renommée île du Prince-Édouard en 1798, pour la distinguer d'autres lieux du même nom sur la côte atlantique, tels que Saint-Jean (au Nouveau-Brunswick) et Saint-Jean, la capitale de Terre-Neuve-et-Labrador. Son nom honore le fils du roi George III, le prince Édouard (Édouard-Auguste de Kent) (1767–1820 ; le père de la reine Victoria), qui commandait alors les troupes à Halifax.
Epekwitk, aussi écrit Abegweit par les Anglais, est devenu le nom d'une réserve micmac sur l'île ainsi que de deux anciens traversiers (1947-1982 et 1982-1997), jusqu'au remplacement de cette ligne par le Pont de la Confédération.
Le nom anglais de la province est Prince Edward Island. En gaélique écossais, son nom est Eilean a’ Phrionnsa (« île du Prince ») ou Eilean Eòin (« île de Jean »), en référence à l'ancien nom français. Selon les règles de la typographie, on écrit « île du Prince-Édouard » pour l'île, et « Île-du-Prince-Édouard » pour la province.
Ses habitants la nomment tout simplement « l'île » mais elle est aussi surnommée le « jardin du Golfe », la « ferme d'un million d'hectares », le « berceau de la Confédération » ou l'« île aux patates ».

## Géographie

Île du Prince-Édouard.

### Topographie
La province occupe la totalité de l'île du même nom ainsi que quelques îles mineures. L'Île-du-Prince-Édouard est bordée de tous côtés par le golfe du Saint-Laurent. Au sud-sud-ouest se trouve le détroit de Northumberland (une partie du golfe), ce dernier la séparant des provinces du Nouveau-Brunswick et de la Nouvelle-Écosse. L'île a la forme générale d'un croissant, mesurant 224 kilomètres de long mais dont la largeur varie entre 4 et 60 kilomètres. D'une superficie de 5 660 km2, la province est la plus petite du Canada ; sa superficie ne représente que 0,056 % de celle du pays. À titre de comparaison, la province est légèrement plus petite que le Brunei, le 161e plus grand pays du monde.
Le point culminant de l'Île est une butte sans nom du comté de Queens, à 142 mètres d'altitude. Le relief est plat à l'est mais vallonné au centre et même d'aspect montagneux à l'ouest. Le littoral est fortement influencé par les marées. Sur la côte nord, les longues dunes de sable attirent les touristes tout en rendant parfois difficile l'accès aux ports de pêche.

### Sol
Le sol est composé de sable et d'argile, avec quelques affleurements de roches sédimentaires, en général du grès ou du schiste argileux. Le sol de l'île a une couleur brun-rouge caractéristique, due à sa forte concentration en oxyde de fer. Si le sable est de couleur rouge/brun vers le sud-ouest (car il contient beaucoup de grains de grès rouge), il est blanc vers le nord-est.
On retrouve aussi du grès rouge dans le sable des Îles-de-la-Madeleine (Québec), mais sa concentration est moins élevée que dans certaines parties de l'Île-du-Prince-Édouard, où certaines routes asphaltées ont une teinte remarquablement rouge à cause de la forte teneur en grès rouge du sable utilisé.

### Climat
Le climat de l'Île-du-Prince-Édouard est continental humide c'est-à-dire qu'il y a une grande différence de température entre les mois froids et les mois chauds. Pendant l'hiver, la température peut descendre jusqu'à −28 °C.

### Faune et flore
La forêt recouvre 50 % de la superficie de la province, mais la forêt primaire, surtout constituée d'épinette, de sapin baumier et d'érable rouge, occupe seulement 290 000 hectares. Trois siècles de colonisation, auxquels s'ajoutent les maladies et les feux de forêt, ont presque fait disparaître la forêt originale qui était constituée de hêtre, de bouleau jaune, d'érable, de chêne et de pin blanc d'Amérique.
L'île du Prince-Édouard a une faune très variée comprenant, entre autres, les castors, rats musqués, visons d'Amérique, renards roux, écureuils, lièvres d'Amérique, moufettes rayées et coyotes. Le territoire est également riche en espèces marines.
La préservation de l'environnement est devenue un enjeu important dans l'île. L'enlèvement des haies, le recours aux engrais chimiques, la mécanisation et la surproduction agricole en général causent une érosion importante des terres arables menant à l'ensablement des ports et cours d'eau. Quelques reboisements ont toutefois été effectués. 
La Commission forestière de l’Île-du-Prince-Édouard recommande des mesures pour renforcer la résilience des forêts face aux tempêtes, notamment en diversifiant les espèces d’arbres et en améliorant la gestion des ressources forestières, après les dommages causés par les tempêtes Fiona et Dorian.
Les baleines franches de l'Atlantique nord, l'une des espèces de baleines les plus rares, étaient considérées comme de rares visiteurs du Saint-Laurent jusqu'en 1994. On note depuis une augmentation spectaculaire de leur nombre : au large de Percé en 1995, augmentation progressive dans toutes les régions depuis 1998, autour du Cap-Breton depuis 2014 et à l'Île-du-Prince-Édouard, de 35 à 40 baleines ont été observées en 2015.

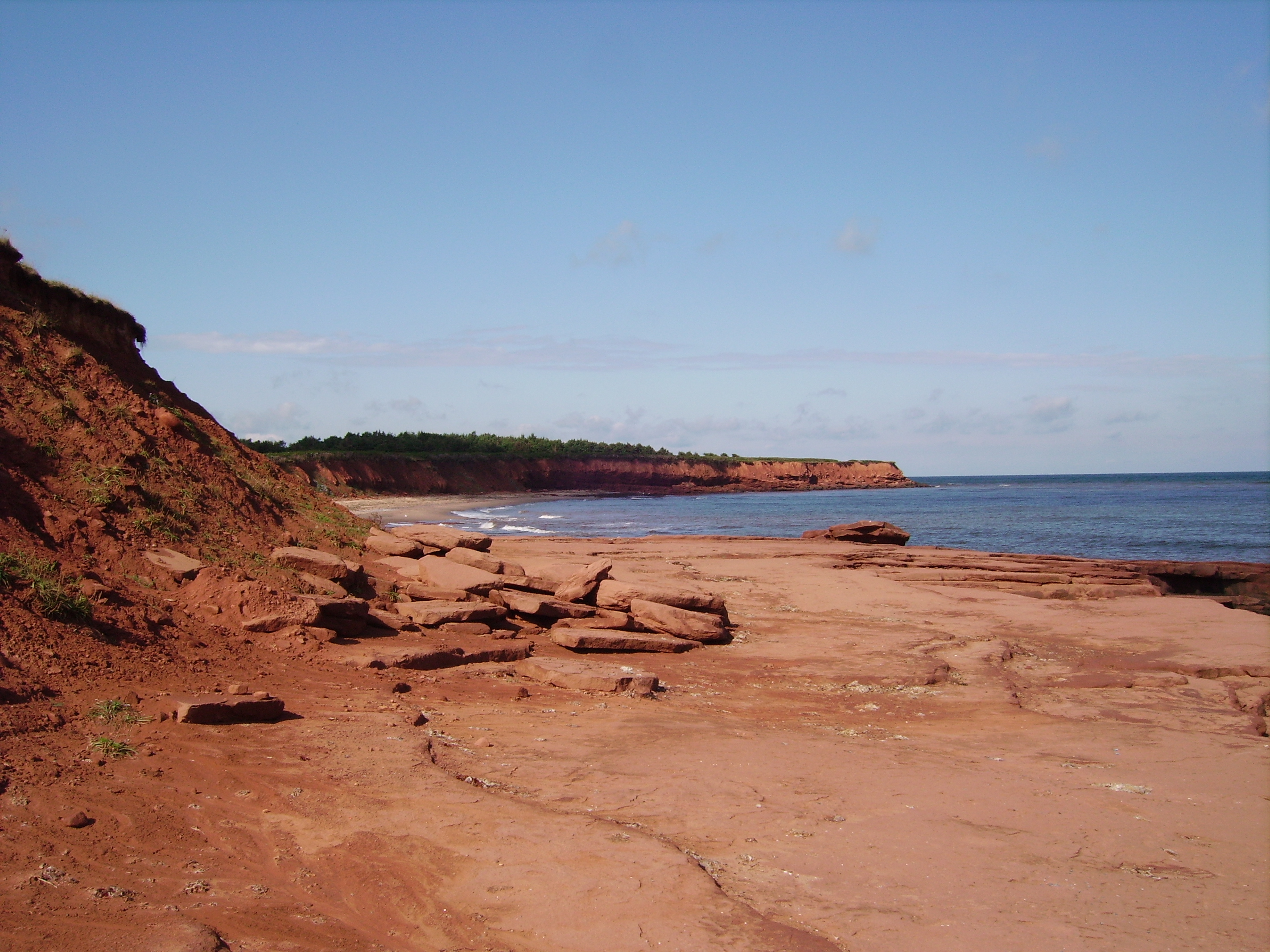
L'Île est reconnue pour son sol rouge.
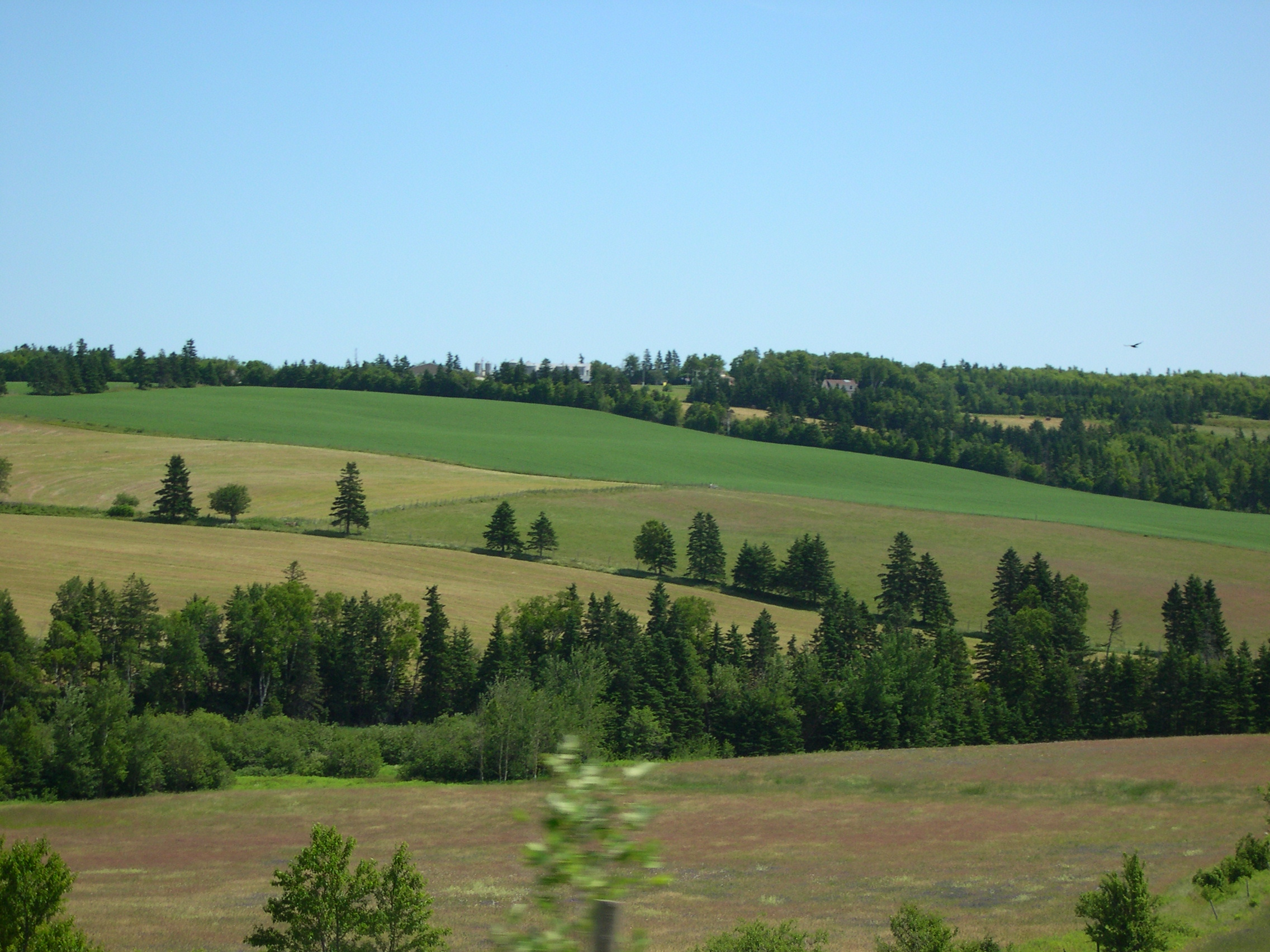
Paysage du centre de l'Île.
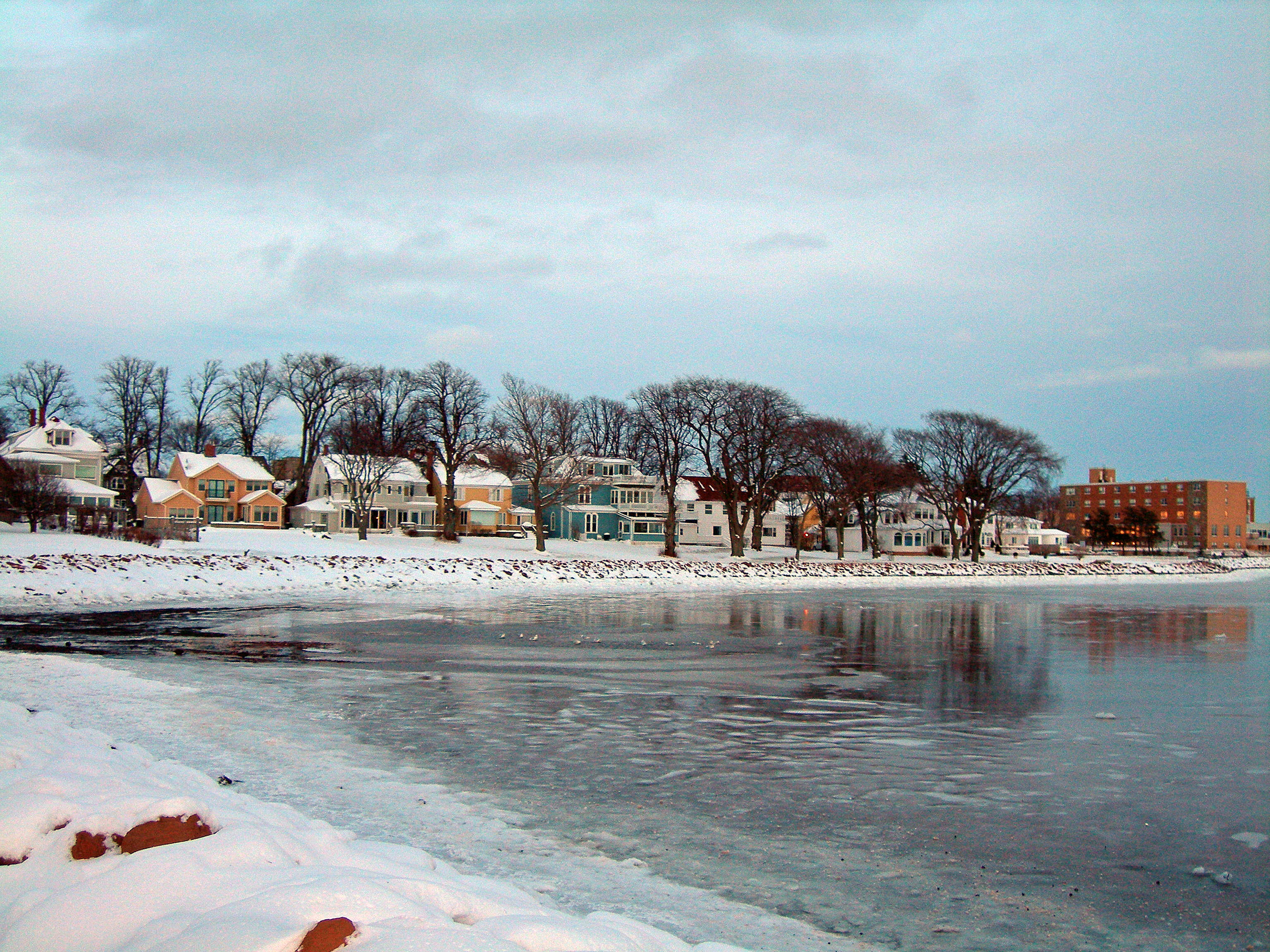
Charlottetown en hiver.

## Histoire
L'île est habitée pour la première fois il y a environ 10 000 ans. Ces pionniers seraient venus par un isthme aujourd'hui recouvert par le détroit de Northumberland. Il semble que l'île fut ensuite constamment habitée et que la chasse et la pêche donnaient lieu à des migrations saisonnières. Les Micmacs arrivèrent sur l'île il y a environ 2 000 ans.
En 1534, Jacques Cartier est le premier explorateur européen à annoncer l'existence de l'île, qu'il décrit comme « la terre la plus belle que l'on puisse imaginer ». Par la suite, les pêcheurs français et basques fréquentent l'île pendant près de 200 ans, mais ne s'y établissent pas de façon permanente. Aucune trace ne subsiste de leur présence.
Nicolas Denys obtient la concession de l'île, appelée Isle Saint-Jean à l'époque, vers 1653 mais il s’occupe uniquement des pêcheries et ne laisse après lui aucun établissement dans l’île. La France ne la colonise qu’après les traités d'Utrecht (1713). En 1719, une nouvelle concession de l’île et celle de Miscou sont faites à un comte nommé Saint-Pierre qui y envoie un groupe de colons l’année suivante. Un recensement en 1735 donne un total de 81 familles établies dans l’île. La colonie dépendait de l'Île-Royale (Cap-Breton).
En 1748, il y avait 700 habitants. Avant la déportation des Acadiens en 1755, l'île comptait quelque 5 000 habitants. Plusieurs furent déportés en 1758 par le Colonel Andrew Rollo, sous les ordres du Général anglais Jeffery Amherst. Trois cent soixante déportés moururent lorsque le Duke William coula avec deux autres navires, le Violet (280 morts) et le Ruby (213 morts), le 13 décembre 1758, en route de l'île Saint-Jean vers la France.
La colonie est rebaptisée Island of Saint John. La population grossit de 4 000 en 1798 à 62 000 en 1850. En 1799, la colonie prit le nom de l'Île-du-Prince-Édouard, en honneur du fils du Roi George III, qui évoluait pour l'armée anglaise à Halifax à l'époque.

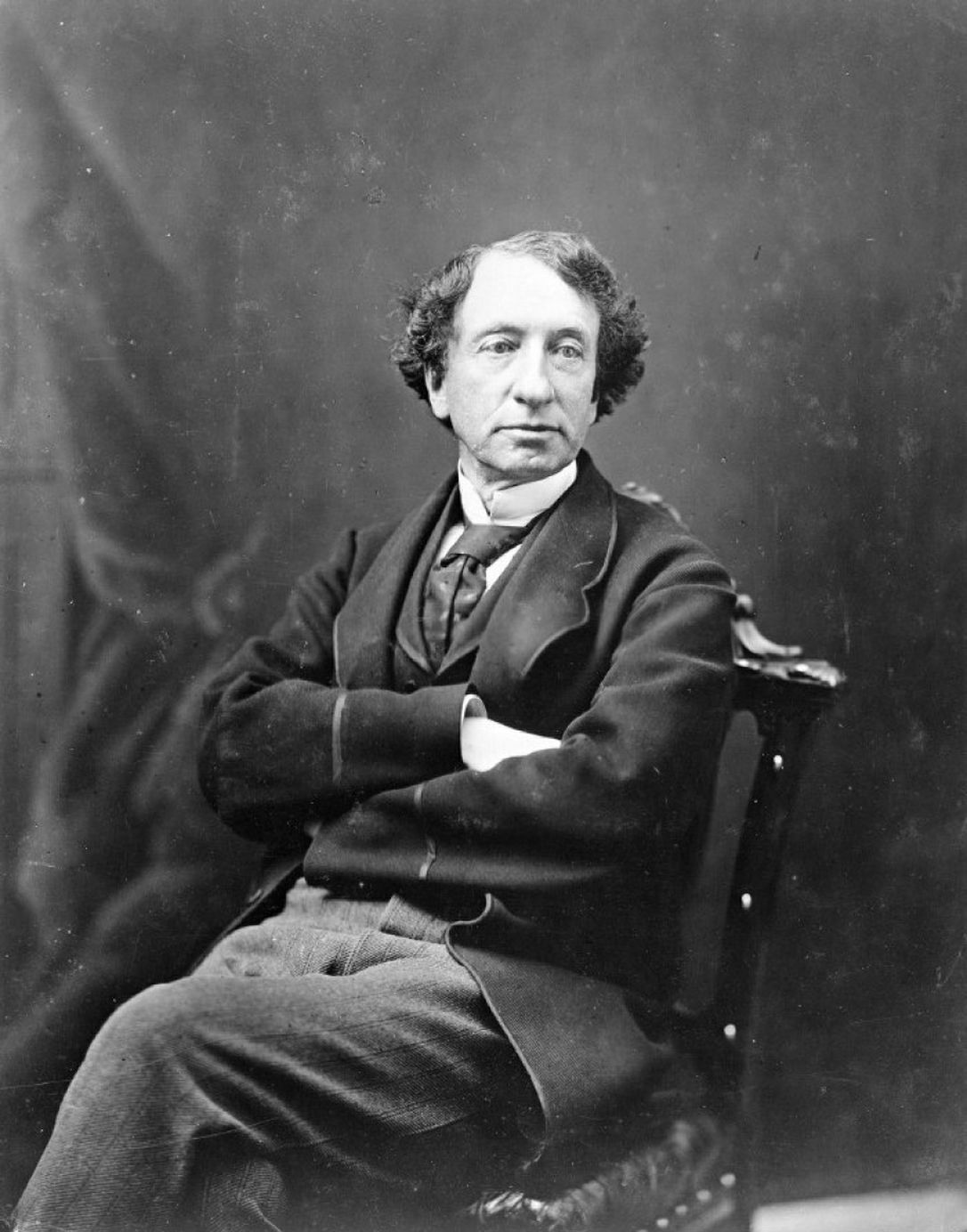
C'est sous le mandat du Premier ministre canadien John A. Macdonald que l'Île-du-Prince-Édouard se joint au Canada en 1873.

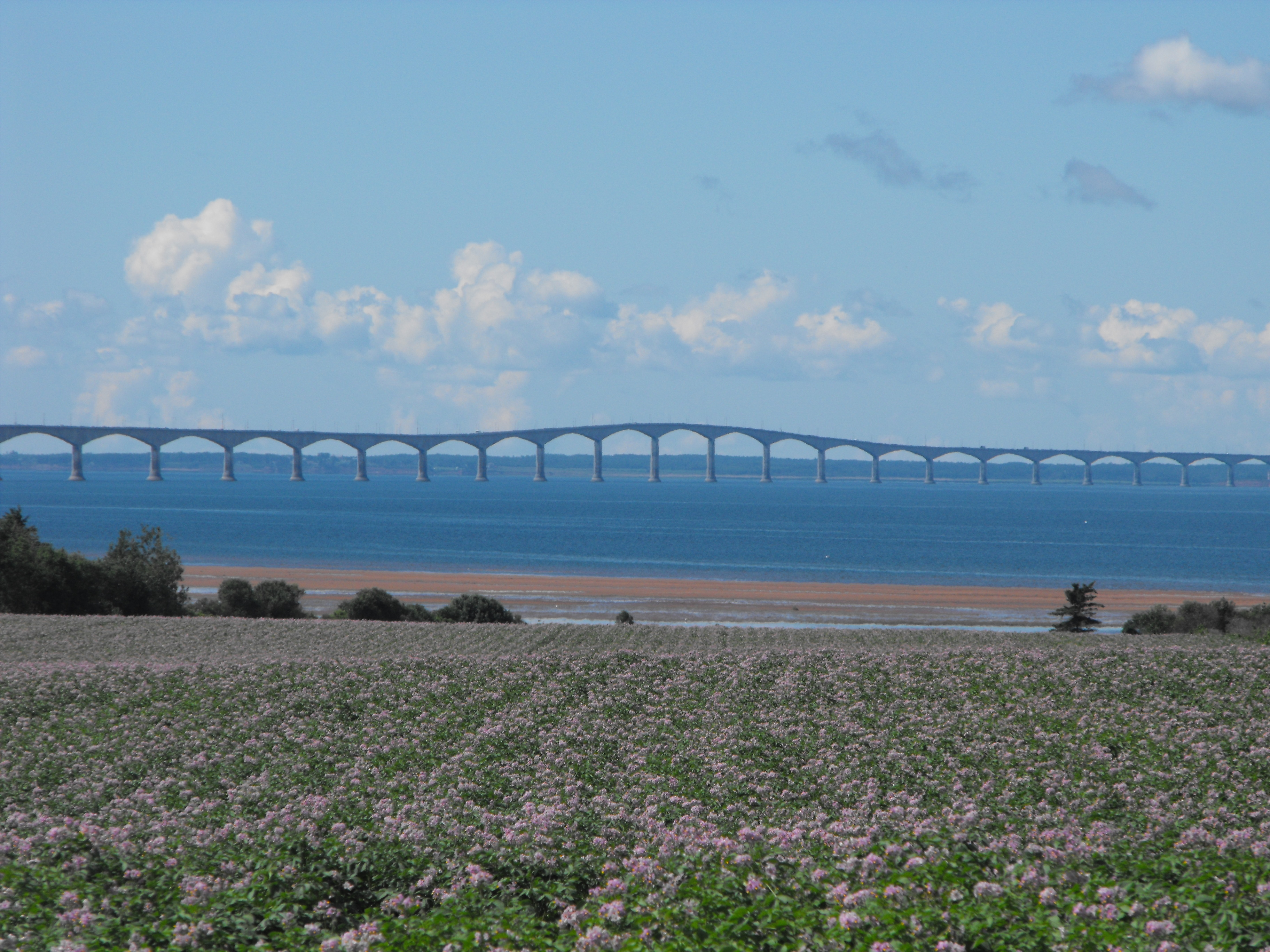
Le pont de la Confédération a été inauguré en 1997.

Sur fond de colère des céréaliers contre les Corn Laws anglaises, limitant l'exportation, une révolte des céréaliers de l'Île-du-Prince-Édouard a lieu dans les années 1820 et 1839. L’Île-du-Prince-Édouard a en effet un excédent agricole, qui permet à partir de 1831 à l'Île-du-Prince-Édouard d'exporter du blé en Angleterre.
La conférence de Charlottetown en 1864 fut le début des pourparlers pour l'union des colonies. Les gens de l'île n’étaient guère intéressés à en faire partie. Mais une dette massive causée par la construction d'un chemin de fer d'un bout à l'autre de la colonie les força à se joindre au Canada en 1873.
En 1987, une centaine de personnes tombent malades et deux meurent après avoir consommé des mollusques et crustacés contaminés à l'acide domoïque provenant de l'île. L'industrie de la pêche s'effondre. De plus, la morue n'est plus pêchée depuis le moratoire de 1992.
En 1987, le débat sur la construction d'un lien fixe, un pont ou un tunnel, avec le continent refait surface. L'année suivante, le Premier ministre Joe Ghiz organise un référendum, où 59 % de la population se montre favorable à un pont. Le pont de la Confédération, dont les travaux ont débuté en 1994, est inauguré en 1997. Le Canadien National cesse quant à lui l'exploitation du chemin de fer en 1990, malgré les vives protestations des agriculteurs.

## Démographie

### Ethnies
| Recensement de 2016                           | Recensement de 2016                           | Population | % de la population totale |
| --------------------------------------------- | --------------------------------------------- | ---------- | ------------------------- |
| Minorités visibles                            | Chinois                                       | 2 570      | 1,84 %                    |
| Minorités visibles                            | Sud Asiatiques (en)                           | 920        | 0,66 %                    |
| Minorités visibles                            | Noirs                                         | 825        | 0,59 %                    |
| Minorités visibles                            | Autre minorité visible                        | 2 325      | 1,66 %                    |
| Total de la population des minorités visibles | Total de la population des minorités visibles | 6 640      | 4,75 %                    |
| Autochtones                                   | Premières Nations                             | 1 870      | 1,34 %                    |
| Autochtones                                   | Métis                                         | 710        | 0,51 %                    |
| Autochtones                                   | Inuits                                        | 75         | 0,05 %                    |
| Total population autochtone                   | Total population autochtone                   | 2 735      | 1,96 %                    |
| Canadiens européens                           | Canadiens européens                           | 131 175    | 93,91 %                   |
| Total population                              | Total population                              | 139 685    | 100,00                    |

Les Micmacs sont toujours présents, au nombre de 841 en 1992, à l'île Lennox et à Scotchfort. L'Île-du-Prince-Édouard est la province la plus homogène, la plupart des habitants étant canadiens anglais, autrement dit des personnes d'origine anglaise, écossaise ou irlandaise. Les Acadiens sont le second groupe ethnique en importance, au nombre de 11 000. On retrouve aussi d'autres groupes ethniques provenant d'une immigration plus récente, particulièrement des Néerlandais et des Libanais.

### Langues
- Majorité anglophone, moins de 33 % de francophones
- Majorité anglophone, plus de 33 % de francophones
- Majorité francophone, plus de 33 % d'anglophones

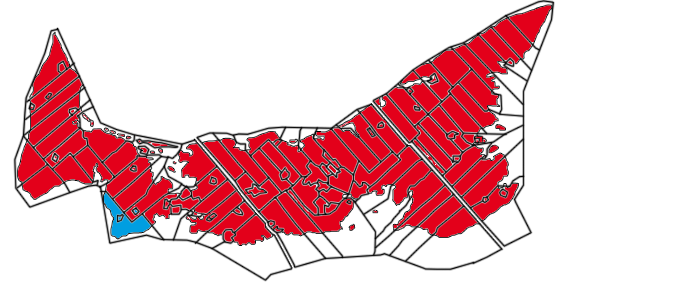
Langue maternelle sur l'Île-du-Prince-Édouard.
Majorité anglophone, moins de 33 % de francophones
Majorité anglophone, plus de 33 % de francophones
Majorité francophone, plus de 33 % d'anglophones
Majorité francophone, moins de 33 % d'anglophones
Données non disponibles

| Langue                       | Nombre  | % de la population |
| ---------------------------- | ------- | ------------------ |
| Anglais                      | 128 005 | 90,77 %            |
| Français                     | 4 865   | 3,45 %             |
| Mandarin                     | 2 165   | 1,54 %             |
| Anglais et français          | 485     | 0,34 %             |
| Anglais et une langue tierce | 460     | 0,33 %             |

La population de la province est très majoritairement anglophone. Néanmoins, il y existe une communauté francophone, majoritaire dans le canton du Lot 15 dans le comté de Prince.

### Religions

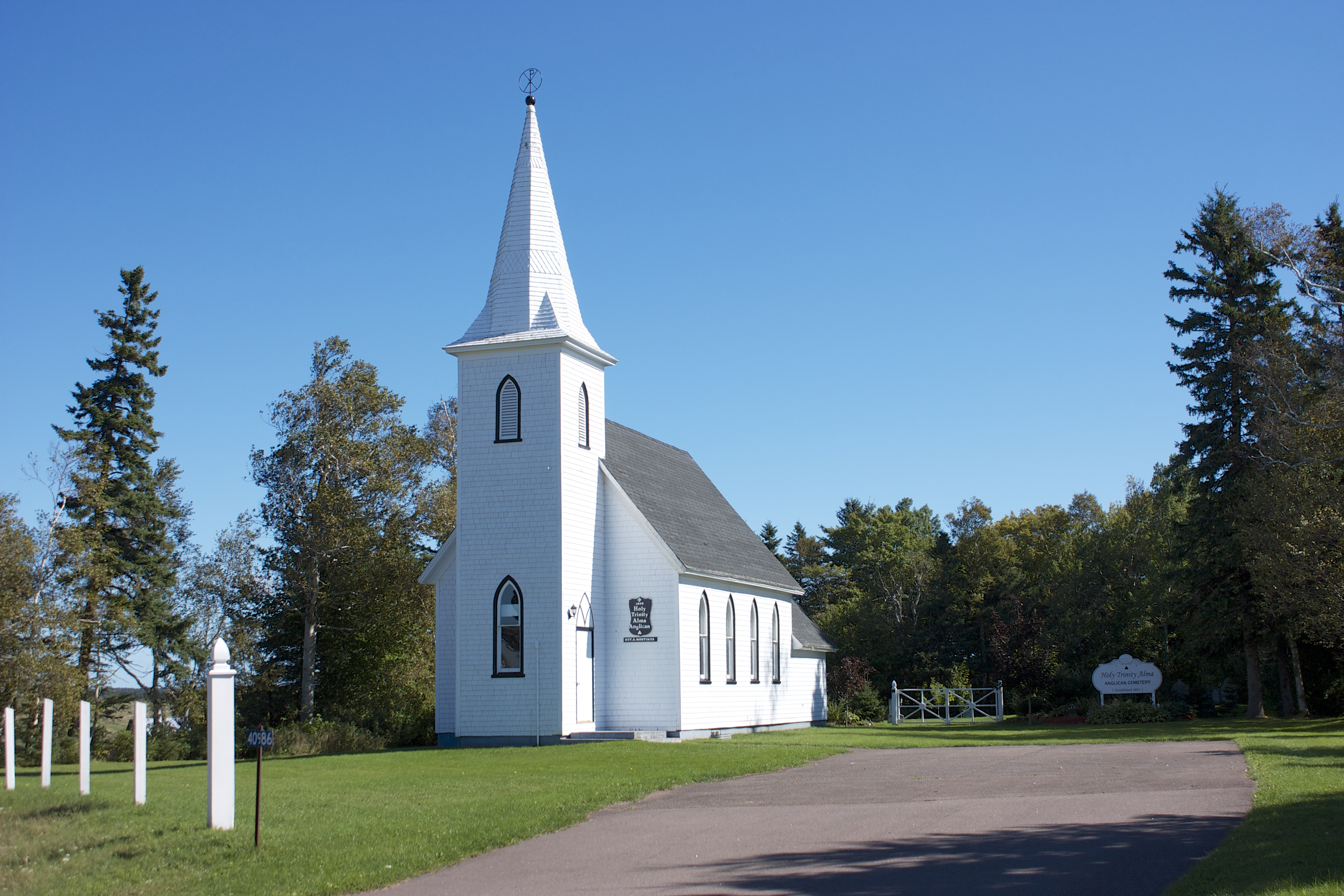
L'Église anglicane Holy Trinity située dans la localité d'Alma à l’Île-du-Prince-Édouard.

La religion a longtemps joué un rôle important dans la vie des Prince-Édouardiens, ce qui a aussi causé de profondes divisions sociales qui ont duré jusqu'à la Confédération.
| Religion         | Nombre | % de la population |
| ---------------- | ------ | ------------------ |
| Catholicisme     | 63 270 | 47,4 %             |
| Protestantisme   | 57 080 | 42,8 %             |
| Autres chrétiens | 3 210  | 2,41 %             |
| Sans             | 8 950  | 6,71 %             |
| Autres           | 875    | 0,66 %             |

## Politique

### Gouvernement provincial

#### Lieutenant-gouverneur
L'honorable Wassim Salamoun est le 30e lieutenant-gouverneur de la province depuis le 17 octobre 2024.

Drapeau du lieutenant-gouverneur de l'Île-du-Prince-Édouard.
Emblème du lieutenant-gouverneur de l’Île-du-Prince-Édouard.

#### Premier ministre
Rob Lantz, du Parti progressiste-conservateur, est Premier ministre de l'Île-du-Prince-Édouard depuis le 21 février 2025.

#### Assemblée législative

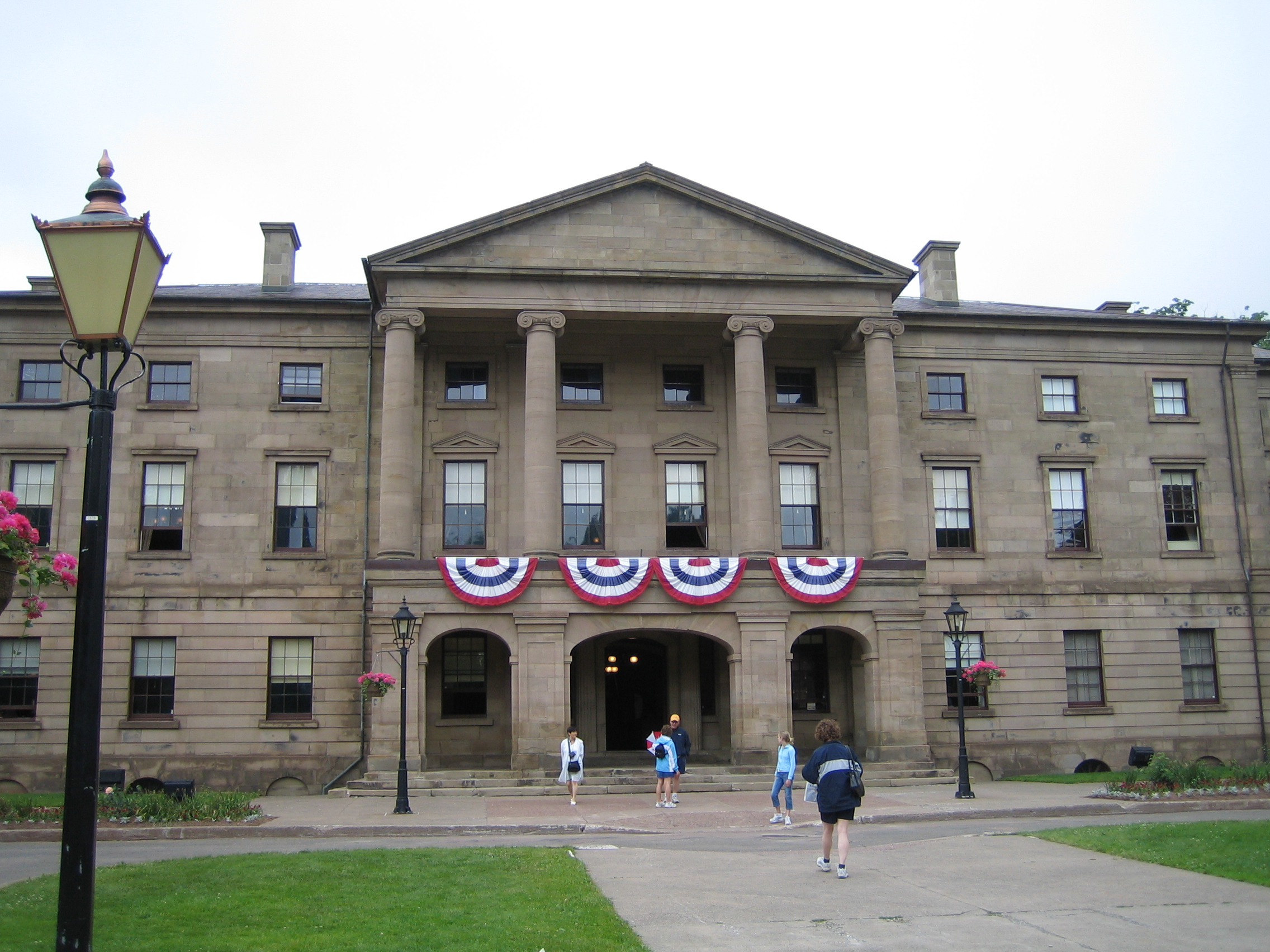
L'Assemblée législative de l'Île-du-Prince-Édouard.

Elle est composée de 27 membres élus et siège à Charlottetown.

### Représentation fédérale
L'Île-du-Prince-Édouard est représentée à la Chambre des communes du Canada par quatre députés, élus dans les circonscriptions de Cardigan, Charlottetown, Egmont et Malpeque. La province est aussi représentée par quatre sénateurs. L'île a été considérée comme un « château fort » libéral durant 26 ans jusqu'à l'élection de la conservatrice Gail Shea dans Egmont en 2008.
L'Île-du-Prince-Édouard dépend énormément du gouvernement fédéral, car les dépenses fédérales y représentent une fois et demi le budget provincial.

### Administration locale

Carte administrative de l'Île-du-Prince-Édouard. En noir : les comtés ; en bleu, les lots ; en orange, les gouvernements locaux et comités d'amélioration communautaire ; en vert, les réserves indiennes.

La province compte trois types de gouvernements locaux : la cité, la ville et la municipalité, aussi appelée le village. Les cités ont plus de pouvoirs que les villes et ces dernières en ont plus que les municipalités. Le reste du territoire est directement géré par le gouvernement provincial, mais des comités d'amélioration communautaires (Community Improvement Commity ou CIC), aux pouvoirs limités, sont actifs dans certaines localités. Les cités sont subdivisées en arrondissements, élisant chacun un conseil municipal tandis que le maire est élu par toute la population. Les villes élisent un maire et six conseillers alors que les villages élisent un commissaire. Le mandat des élus est de trois ans, sauf les représentants des comités d'amélioration communautaire qui sont élus lors d'une réunion annuelle. Le fonctionnement des municipalités est régi par la Loi sur les communautés (Communities Act), dont la responsabilité incombe au ministère des Finances et des Affaires municipales de l'Île-du-Prince-Édouard. Charlottetown et Summerside sont les deux seules cités de l'Île. Les villes sont quant à elles au nombre de sept : Alberton, Cornwall, Georgetown, Kensington, Montague, Souris et Stratford. Il y a finalement 66 municipalités.
Les municipalités coexistent avec un système de division administrative plus ancien. Ces subdivisions sont toujours utilisées pour le recensement, par exemple. La subdivision de base est le comté ; ils sont au nombre de trois soit, d'ouest en est, le comté de Prince, le comté de Queens et le comté de Kings. Chaque comté compte un chef-lieu ou royalty. Les comtés sont ensuite subdivisés en cinq paroisses, quatre seulement dans le cas du comté de Kings. Ces paroisses sont enfin subdivisées en lots.

## Économie

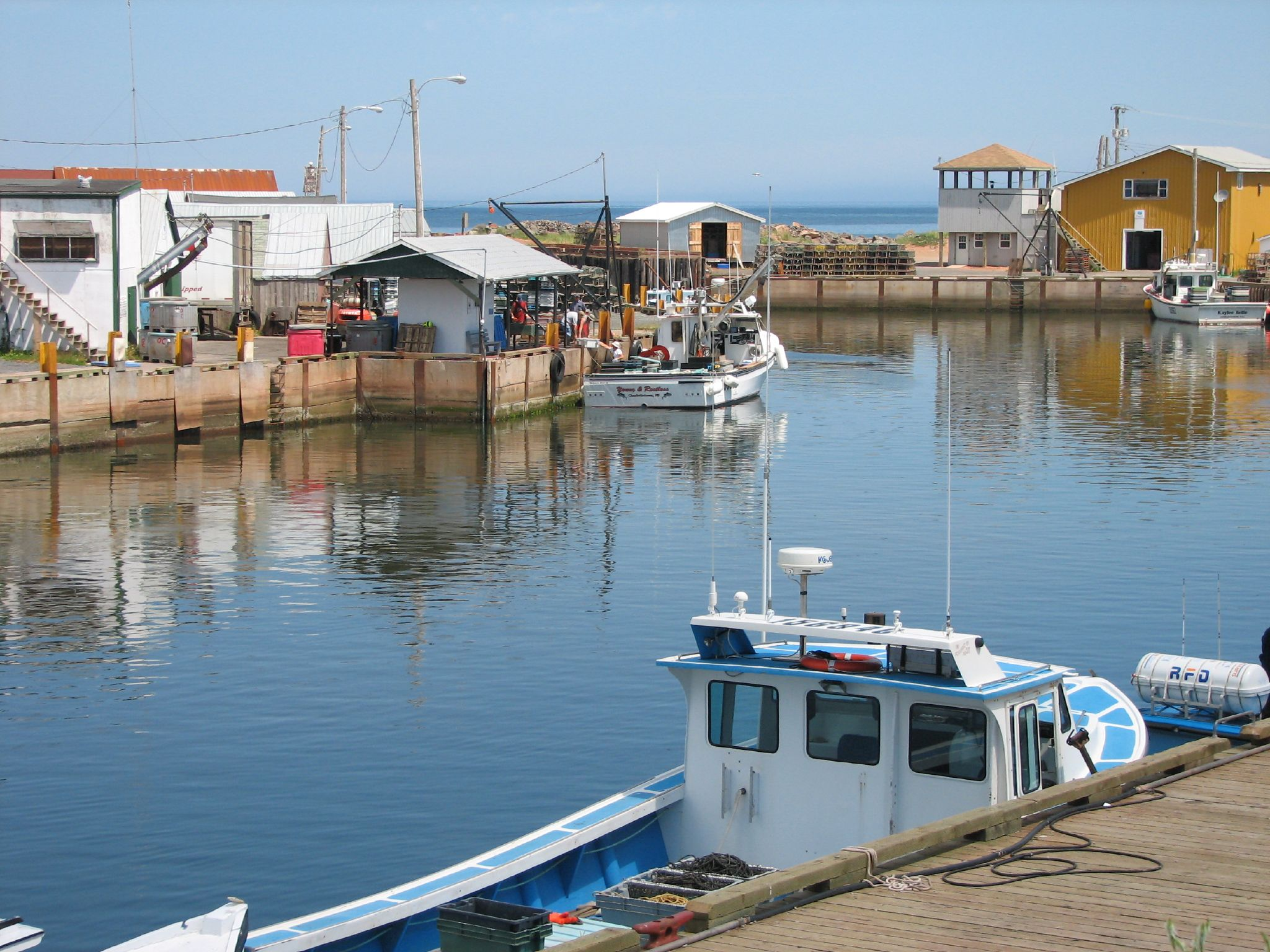
Un port de pêche.

L'économie de l'Île-du-Prince-Édouard est axée sur le tourisme, la construction, la transformation des ressources naturelles et les services.

### Ressources naturelles, industrie et services
L'île est pauvre en ressources naturelles. Aucun dépôt important de minerai n'a encore été découvert, mais il y a des traces de charbon, d'uranium et de vanadium. Du gaz naturel est présent dans le golfe du Saint-Laurent, au nord-est de l'île, mais les réserves ne sont pas assez importantes pour être exploitées. Seuls le sable et le gravier sont extraits, mais la faible production de piètre qualité ne comble même pas les besoins provinciaux. La forêt est peu exploitée.
La moitié de l'île est constituée de terres très fertiles alors que les terres arables couvrent 90 % de la superficie. Jusqu'aux années 1950, la plupart des agriculteurs utilisaient des chevaux, mais la fin de cette pratique a permis de libérer de vastes terres utilisées autrefois pour la culture du fourrage. De 1951 à 1996, le nombre de fermes est passé de 10 137 à 2 217, tandis que la superficie des terres cultivées a baissé de 39 %. La superficie moyenne des fermes est passée quant à elle de 44 hectares à 119 hectares alors que la marge de profit des agriculteurs a chuté de 50 % à 25 %, à cause de l'augmentation du coût de l'équipement. Les gouvernements tentent de freiner l'exode rural alors que les fermes coûtent de plus en plus cher à démarrer. Bien que la production agricole soit en baisse, le défrichement se poursuit. La production agricole avait une valeur de 317 millions de dollars en 2000, dont 154 millions provenant des pommes de terre. L'île possède en effet un climat et un sol bien adaptés à cette culture, et notamment pour la production de pommes de terre de semence. Les trois quarts de la récolte sont exportés dans 15 pays et le reste est vendu tel quel en Amérique du Nord ou transformé en produits congelés comme des frites. Le tabac, planté depuis 1959, est la seconde culture la plus importante, malgré le coût élevé et la complexité de sa production. La province compte 330 fermes laitières et un cheptel de 16 000 vaches produisant 90 millions de litres de lait annuellement, dont 90 % sont transformés en sous-produits, comme le lait évaporé, généralement destiné à l'exportation. 30 000 bœufs sont aussi envoyés à l'abattoir annuellement, même si le prix de la viande fluctue et que la production est en baisse. L'élevage du porc est presque aussi important.
La pêche est la seconde industrie primaire de l'Île. Il y avait 6 500 pêcheurs et aide-pêcheurs en 1994, travaillant sur 1 500 bateaux et créant 2 000 emplois directs dans les usines qui traitaient une valeur de poisson évaluée à 139 millions de dollars en 2000. La pêche est principalement côtière et le homard est l'espèce la plus lucrative. D'autres mollusques sont aussi pêchés, dont le pétoncle, l'huître, la palourde et la moule. Les huîtres, dont la production est concentrée dans la baie de Malpèque, sont réputées. La récolte de la mousse d'Irlande, dont est extraite la carraghénane, représente une industrie importante à l'ouest de l'île.
L'industrie manufacturière est essentiellement concentrée sur la transformation des produits de la pêche et de l'agriculture. Ce domaine de l'économie fournissait 4 800 emplois en 1997 tandis que la valeur de la production était évaluée à 1,1 milliard de dollars en 2 000. Parmi les principaux fabricants figurent Les Fermes Cavendish, DME International et McCain Foods. Le gouvernement tente d'attirer d'autres types d'industries, sans réel succès. Quelques entreprises sont tout de même à noter dont J.D. Irving, qui opère un chantier naval à Georgetown.
De plus en plus de personnes travaillent dans les services ; les gouvernements employaient 6 000 personnes en 1999.

### Énergie
Les Prince-Édouardiens sont ceux qui paient leur électricité le plus cher au Canada. Summerside dispose d'un réseau de distribution municipal, tandis que Maritime Energy distribue l'électricité dans le reste de l'île. La majeure partie de l'électricité est importée d'Énergie NB (Nouveau-Brunswick) ou d'Emera Energy Systems (Nouvelle-Écosse) au moyen d'un câble sous-marin. Maritime Energy possède toutefois deux centrales thermiques, l'une à Charlottetown et l'autre à Borden-Carleton, fonctionnant aux heures de pointe ou en cas de coupure de l'alimentation et possédant une puissance installée de 104 mégawatts (MW). Jusqu'à 54 MW peuvent aussi être achetés des parcs d'éoliennes situés au cap Nord ou au parc d'éoliennes Eastern Kings.
Le mazout coûte aussi très cher, ce qui encourage de plus en plus de gens à chauffer leur maison au bois. Bien que les forêts ne soient pas aussi exploitées qu'au XIXe siècle, cette industrie crée plus de 400 emplois.

### Transport

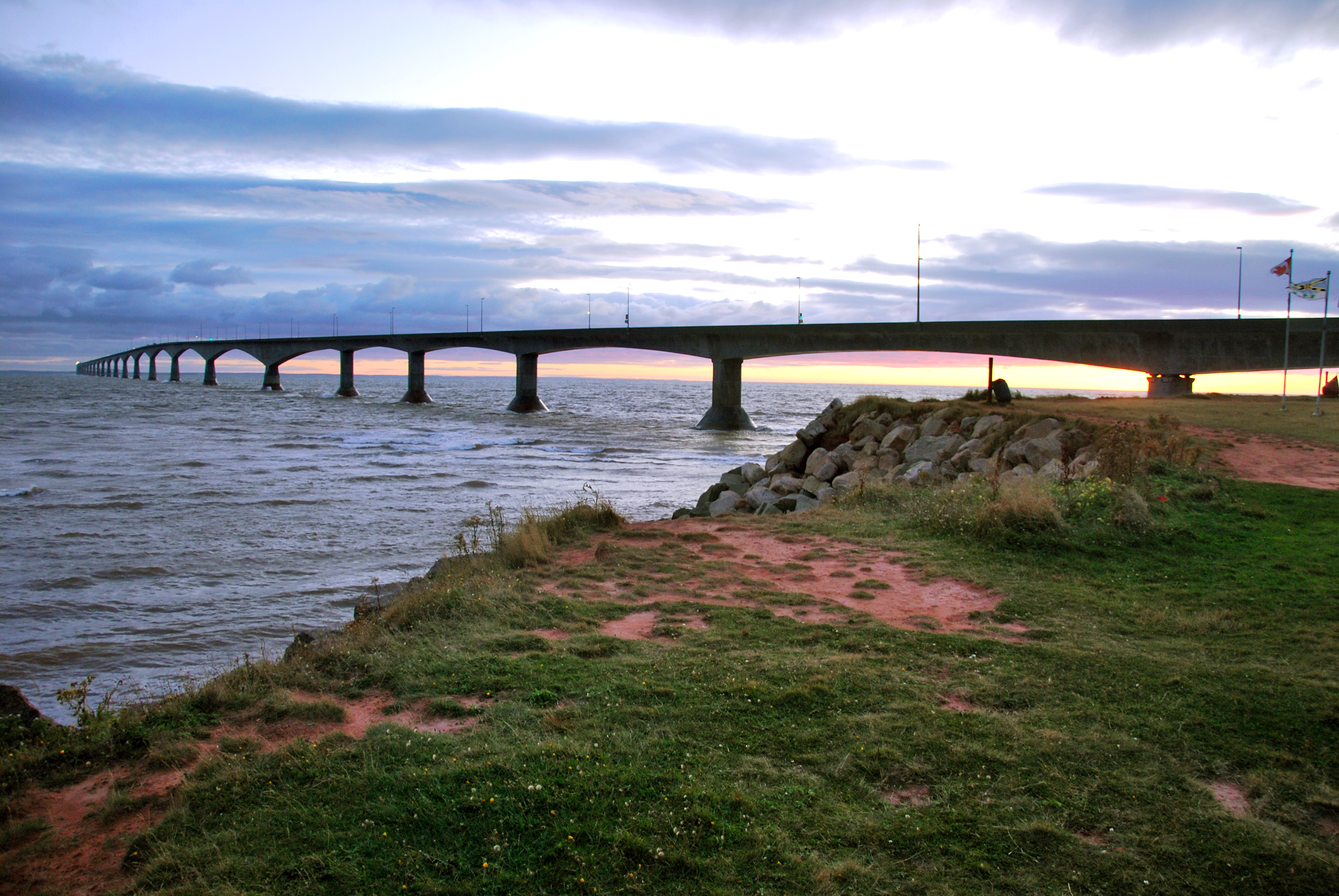
Le pont de la Confédération.

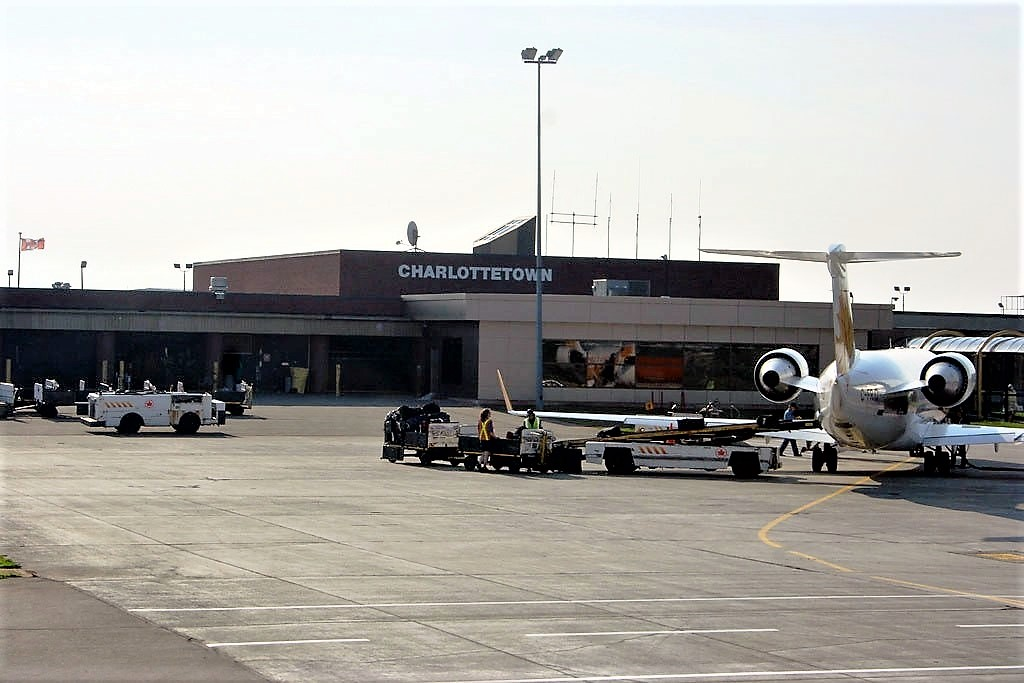
L'aéroport de Charlottetown.

Le pont de la Confédération relie l'île au continent. D'une longueur de 12,9 km, il est le plus long pont du monde à traverser une étendue d'eau gelée en hiver. Un traversier relie l'île à la Nouvelle-Écosse et un autre aux îles de la Madeleine (Québec).
Un service d'autobus interurbain relie les villes principales, tandis que Charlottetown possède un réseau de transport en commun, Charlottetown Public Transit, comprenant sept lignes d'autobus.
L'aéroport de Charlottetown offre des vols réguliers vers Halifax, Toronto, Montréal, Ottawa, Détroit et Boston. Un deuxième aéroport, plus petit, se trouve à Summerside.
Le chemin de fer a été démantelé en 1989, après 114 ans d'existence. Il a été reconverti en une piste cyclable, le sentier de la Confédération, qui consiste en une portion du sentier Transcanadien.

### Tourisme

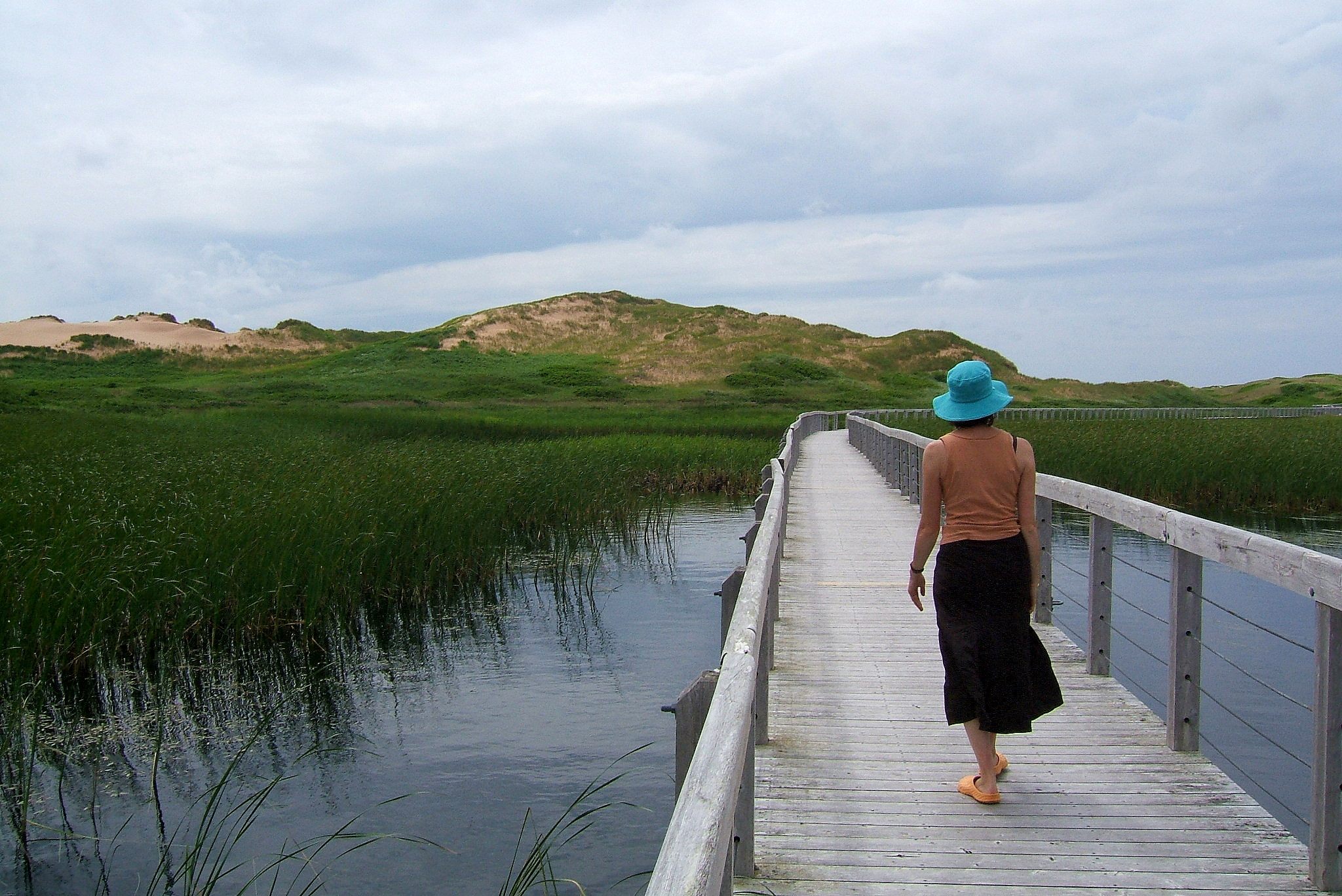
Le parc national de l'Île-du-Prince-Édouard.

Le tourisme, aidé par la construction du pont de la Confédération, est un secteur de l'économie en croissance. Plus de 1,2 million de visiteurs se sont rendus à l'Île en 2000, dépensant 300 millions de dollars. L'industrie est toutefois désavantagée par une saison courte, de l'ordre de huit à dix semaines, et les touristes préfèrent le centre de l'île au détriment de l'est et de l'ouest. Le gouvernement a investi massivement depuis les années 1960 dans la construction d'infrastructures touristiques afin d'attirer les visiteurs dans les autres régions et toute l'année.
L'une des attractions les plus populaires est le parc national de l'Île-du-Prince-Édouard, sur la côte nord. La pêche sportive du thon rouge attire des touristes de partout dans le monde. D'autres sports populaires sont le golf et les courses de chevaux. Le patrimoine est aussi mis en valeur.

### Chambres de commerce
Plusieurs chambres de commerce desservent l'Île-du-Prince-Édouard dont :
- la Chambre de commerce acadienne et francophone de l'Île-du-Prince-Édouard[18],
- la Chambre de commerce de l'est de l'Île-du-Prince-Édouard[19],
- la Chambre de commerce de Charlottetown[20],
- et la Chambre de commerce de la rive sud de l'Île-du-Prince-Édouard[21].

## Éducation
Le système éducatif de l'île, aux niveaux primaire et secondaire, est administré sous un régime linguistique. Les écoles publiques de langue anglaise sont sous l'égide du Public School Branch (anciennement le English Language School Board), alors que les écoles publiques de langue française sont sous la responsabilité de la Commission scolaire de langue française (CSLF). La Public School Branch compte au travers de la province, dix écoles secondaires et 56 écoles primaires et intermédiaires alors que la CSLF compte six écoles abritant tous les niveaux scolaires primaires et secondaires. 

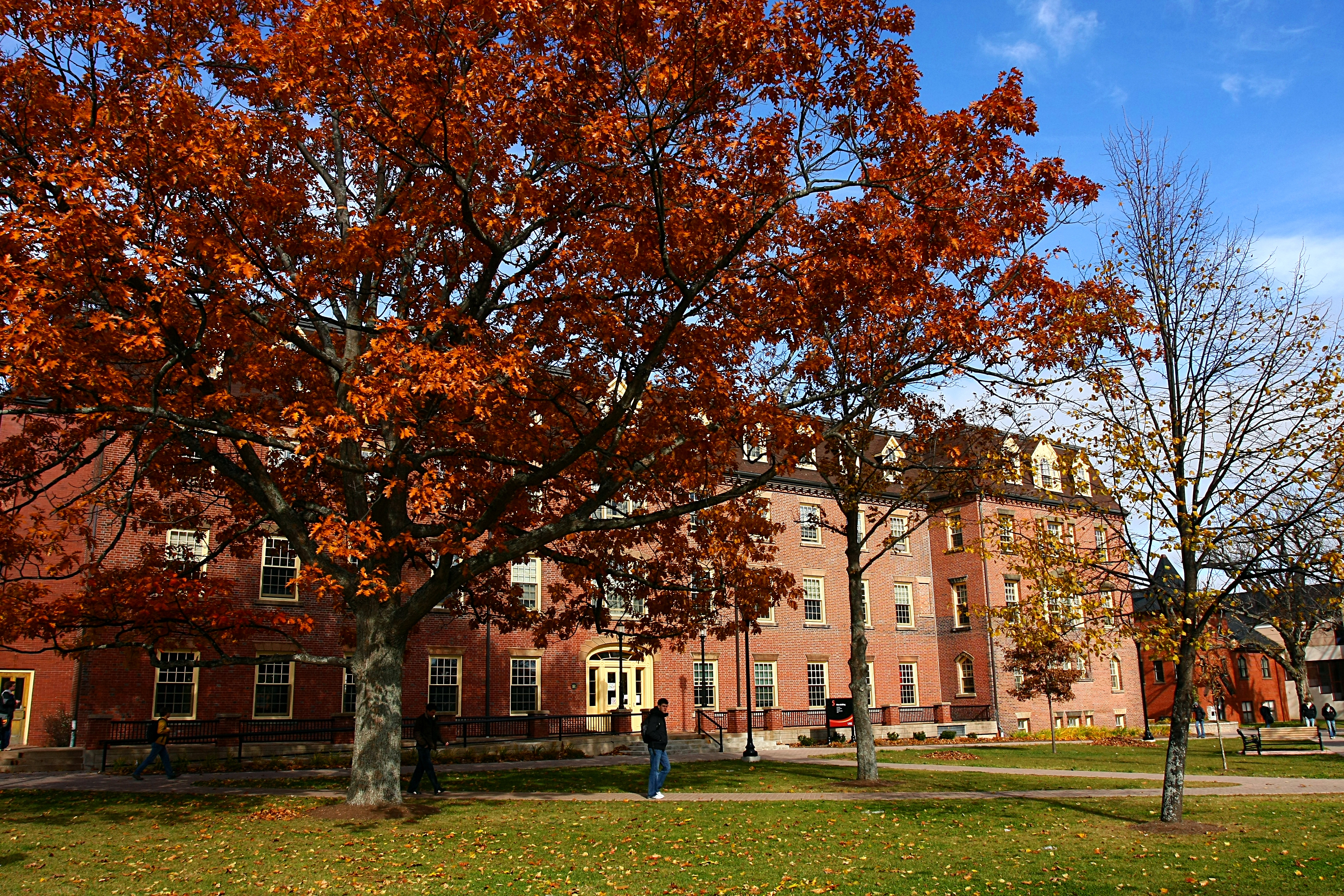
Le SDU Main Building de l'Université de l'Île-du-Prince-Édouard, à Charlottetown.

Trois institutions post-secondaires sont situées dans la province, soit une université et deux collèges. L'Université de l'Île-du-Prince-Édouard est la seule université, est publique et est située dans la capitale, Charlottetown. Cette université est fondée en 1969 par loi provinciale et résulte de la fusion du Collège Prince of Wales et de l'Université Saint Dunstan. L'université abrite aussi le Collège vétérinaire de l'Atlantique, soit la seule institution enseignant la médecine vétérinaire des provinces de l'Atlantique. 
Le Collège Holland et le Collège de l'Île sont les deux institutions collégiales communautaires de la province, la première de langue anglaise et la deuxième de langue française,. Le Collège Holland comprend plusieurs entités telles que le Académie de police de l'Atlantique (Atlantic Police Academy), le Centre de formation marine (Marine Training Centre) et l'Institution culinaire du Canada (Culinary Institute of Canada),,. En plus de ces deux institutions collégiales, un établissement post-secondaire privé se trouve également dans la province, le Collège chrétien des maritimes (Maritime Christian College). 

## Culture
La ville de Charlottetown, la capitale de l'île, possède deux édifices culturels importants : le Confederation Center, qui abrite le musée de la ville ainsi qu'une grande salle de spectacle, et The Guild, un centre culturel où se montent toute l'année expositions d'art contemporain et spectacles vivants. 
C’est dans cette île que prend place l’histoire d’Anne… la maison aux pignons verts de Lucy Maud Montgomery. Cette histoire qui fut un énorme succès littéraire du début du XXe siècle a été adapté plusieurs fois, notamment en 1985 sous le nom Le bonheur au bout du chemin et en 2017 pour une série télévisée sous le nom d'Anne with an E et diffusé par Netflix. Un musée lui est consacré sur l'île. 

### Gastronomie
L'Île compte plusieurs brasseries : Gahan Brewery, Upstreet Brewery, Barnone Brewery and Moth Lane Brewery. Une des spécialités culinaires de l'île est le Lobster roll, qui est un sandwich composé de pain brioché, de homard et de mayonnaise.

## Communications
L'Île compte trois journaux quotidiens anglophones. The Guardian est publié le jour à Charlottetown tandis que le Evening Patriot est le journal du soir. Le Journal-Pioneer est, quant à lui, publié à Summerside. Les hebdomadaires les plus importants sont le Eastern Graphic de Montague, le West Prince Graphic d'Alberton ainsi que La Voix acadienne, le seul journal francophone, qui est lui publié à Summerside.

## Symboles

### Drapeau

Le drapeau de l'Île-du-Prince-Édouard. Ratio 3:2.

Le drapeau de l’Île-du-Prince-Édouard est inspiré des armoiries de Édouard-Auguste de Kent et du roi Édouard VII et est constitué de trois bordures rouges et blanches. Le léopard héraldique anglais qui apparaît sur le drapeau est également présent sur les armoiries. Le gros chêne à la droite du drapeau représente l’Angleterre, tandis que les trois gaules représentent les trois comtés qui forment la province.

### Armoiries
Les armoiries de l'Île-du-Prince-Édouard furent octroyées en 1905 par décret du roi Édouard VII du Royaume-Uni.

### Autres symboles

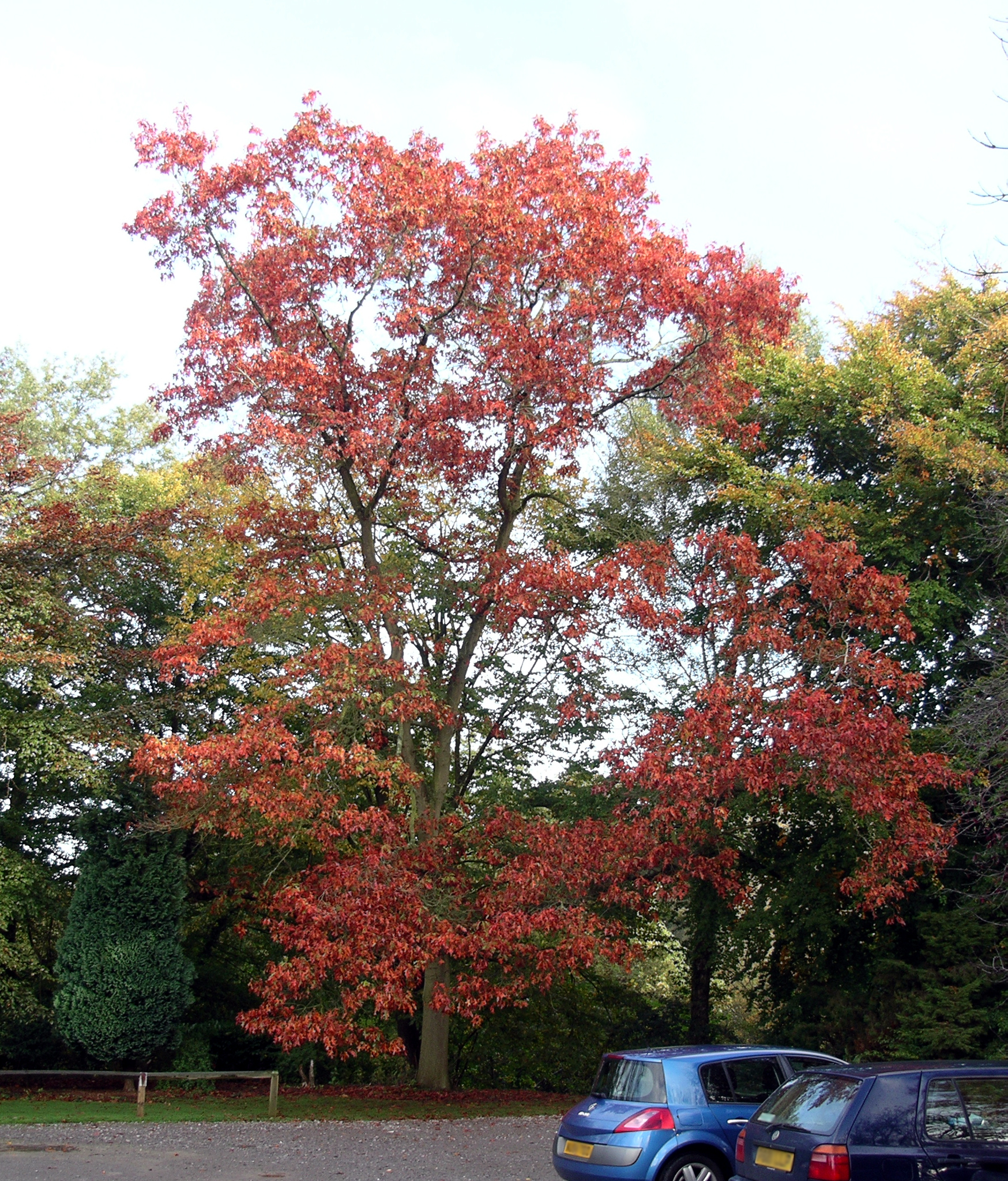
Chêne rouge d'Amérique.

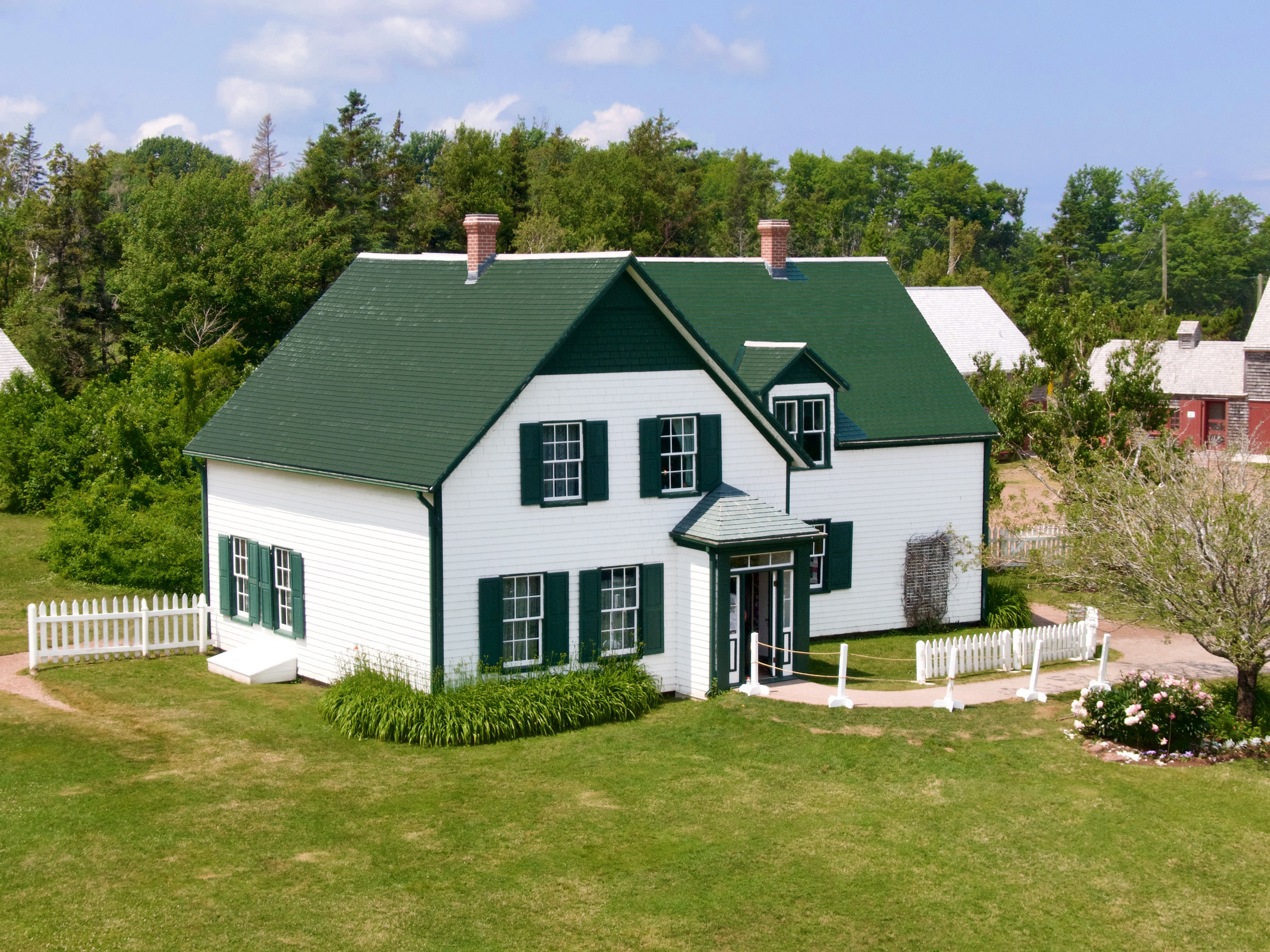
La maison aux pignons verts.

L'arbre-emblème de la province est le chêne rouge d'Amérique (Quercus rubra). The Island Hymn, l'hymne provincial, fut composé par Lucy Maud Montgomery au printemps 1908. Il fut chanté pour la première fois le 22 mai 1908 sur la musique de Lawrence W. Watson, composée pour l'occasion. Le sol de Charlottetown est le plus courant dans la province et est caractérisé par sa texture sableuse et convient à un grand nombre de cultures, en particulier la pomme de terre. Sa désignation en tant que sol provincial fut proposée par le docteur Umesh Gupta, l'ancien président de la Société canadienne de la science du sol, qui fait la promotion de ces initiatives. Le tartan provincial commémore la contribution des Écossais, le principal groupe ethnique, dans l'établissement de l'île. Il fut conçu par Jean Rééd.et adopté en 1960. Le rouge-brun représente la rougeur du sol, le vert représente l'herbe et les arbres, le blanc l'écume des vagues et le jaune représente le soleil. La devise de l'île, Parva sub ingenti (Les petits sous la protection des grands), est tirée des Géorgiques de Virgile. Elle est la devise de l'île depuis 1769.
Le personnage principal d'Anne… la maison aux pignons verts est un symbole non officiel de l'île.

## Soins de santé
La province a une seule région administrative de la santé (ou autorité sanitaire de district) appelée Santé Î.-P.-É.. Santé Î.-P.-É. reçoit du financement pour ses activités et est réglementé par le ministère de la Santé et du Mieux-être.
De nombreux foyers et entreprises de l'Î.-P.-É. sont desservis par des systèmes centralisés de collecte ou de traitement des eaux usées. Ceux-ci sont exploités soit par une municipalité soit par un service public. De nombreuses exploitations industrielles ont leurs propres installations de traitement des eaux usées. Les membres du personnel du Department of Environment, Water and Climate Change fournissent des conseils aux exploitants, au besoin, sur la bonne maintenance du système. La IRAC réglemente l'eau et les égouts municipaux de la province,, en vertu de l'Environmental Protection Act. Depuis environ 1900, les résidents de la ville de Charlottetown bénéficient d'un service d'égout sanitaire central. Les premières pratiques d'élimination, bien qu'avancées pour l'époque, se sont finalement avérées compromettre l'intégrité écologique de la rivière Hillsborough. En 1974, la Commission avait dirigé le développement d'une usine de traitement primaire des eaux usées, connue sous le nom de Charlottetown Pollution Control Plant, ainsi que la construction de plusieurs stations de pompage le long du front de mer de la ville et des canalisations d'évacuation profondément dans la rivière Hillsborough.
Il y a huit hôpitaux dans la province :
- Hôpital Queen Elizabeth (Charlottetown) ;
- Hôpital du comté de Prince (Summerside) ;
- Hôpital Kings County Memorial (Montague) ;
- Hôpital communautaire (O'Leary) ;
- Hôpital de Souris (Souris) ;
- Hôpital Western (Alberton) ;
- Hôpital Hillsborough (Charlottetown) - le seul hôpital psychiatrique de la province.

L'Île-du-Prince-Édouard offre des programmes et des services dans des domaines tels que les soins actifs, les soins primaires, les soins à domicile, les soins palliatifs, la santé publique, la prévention des maladies chroniques et la santé mentale et les dépendances, pour n'en nommer que quelques-uns. Le gouvernement provincial a ouvert plusieurs centres de santé familiale au cours des dernières années dans diverses collectivités rurales et urbaines. Un centre provincial de traitement du cancer au Queen Elizabeth Hospital offre un soutien aux personnes aux prises avec divers types de maladies liées au cancer. Un programme de résidence en médecine familiale a été établi en 2009 avec la Faculté de médecine de l'Université Dalhousie afin d'encourager les nouveaux médecins à travailler à l'Île-du-Prince-Édouard.
Des services de soins de longue durée sont également disponibles et plusieurs programmes sont en place pour aider les aînés qui souhaitent demeurer autonomes dans leur communauté. De nombreux médicaments pour les personnes âgées sont subventionnés par le biais d'un régime pharmaceutique provincial, mais l'Île-du-Prince-Édouard demeure l'une des seules provinces à ne pas avoir de programme de couverture des médicaments onéreux pour ses résidents.
Le gouvernement provincial a plusieurs programmes de détection précoce des maladies, y compris des cliniques de mammographie et de dépistage cancer du col utérin. Il existe également des programmes d'éducation sur l'asthme et d'éducation sur le diabète, ainsi que des programmes prénatals, des programmes de vaccination et des programmes de prévention des risques pour la santé dentaire des enfants. Le gouvernement tente également de mettre en œuvre un système intégré de dossier de santé électronique.
Le gouvernement provincial s'est récemment engagé à améliorer les services de soins primaires et à domicile et a investi dans les établissements de soins de santé dans les budgets récents d'immobilisations ; principalement des remplacements et des améliorations aux maisons de soins infirmiers et aux hôpitaux gérés par le gouvernement provincial.
Certains services spécialisés exigent que les patients soient référés à des cliniques et à des spécialistes des provinces voisines. Des opérations et des traitements spécialisés sont également dispensés dans les grands hôpitaux de référence tertiaires des provinces voisines, tels que l'IWK Health Centre et le Queen Elizabeth II Health Sciences Centre à Nouvelle-Écosse ou au Hôpital régional de Saint John, l'Hôpital de Moncton et le Centre hospitalier universitaire Dr-Georges-L.-Dumont au Nouveau-Brunswick.
Le service d'ambulance terrestre à l'Île-du-Prince-Édouard est fourni sous contrat par Island EMS. Le service d'ambulance aérienne est fourni sous contrat par LifeFlight.
Au cours des dernières décennies, la population de l'Île-du-Prince-Édouard a affiché des taux statistiquement significatifs et anormalement élevés de cancers rares diagnostiqués, en particulier dans les régions rurales. Les responsables de la santé, les écologistes et les militants] de l'environnement soulignent l'utilisation de pesticides pour la culture industrielle de pomme de terre comme contaminant primaire.
L'Île-du-Prince-Édouard est la seule province au Canada qui n'offre pas de services d'avortement par le biais de ses hôpitaux. Le dernier avortement a été pratiqué dans la province en 1982 avant l'ouverture de l'Hôpital Queen Elizabeth qui a vu la fermeture de l'Hôpital de Charlottetown et du Hôpital de l'Île-du-Prince-Édouard (laïc) ; une condition de la « fusion » étant que les avortements ne soient pas pratiqués dans la province. En 1988, à la suite de la décision du tribunal R. c. Morgentaler (1988), l'opposition de l'époque Parti progressiste-conservateur de l'Île-du-Prince-Édouard a déposé une motion demandant que l'interdiction de l'avortement soit maintenue dans les hôpitaux de la province ; le Parti libéral de l'Île-du-Prince-Édouard alors en place sous la direction du premier ministre Joe Ghiz a acquiescé et l'interdiction a été maintenue. Le gouvernement de l'Île-du-Prince-Édouard financera les avortements pour les femmes qui se rendent dans une autre province. Les femmes de l'Île-du-Prince-Édouard peuvent également se rendre à la clinique privée payante la plus proche, où elles doivent payer la procédure avec leurs propres fonds. Auparavant, c'était la clinique Morgentaler à Fredericton au Nouveau-Brunswick,,,,, jusqu'à la fermeture de cette clinique en raison d'un manque de fonds en juillet 2014. La clinique a été rouverte sous un nouveau propriétaire en 2016 sous le nom de Clinique 554 avec des services étendus. Pendant cette période, les femmes ont dû se rendre à Halifax ou plus loin encore. En 2016, le gouvernement libéral dirigé par le Premier ministre Wade MacLauchlan a annoncé qu'il ouvrirait une clinique de santé génésique pour femmes afin d'offrir des avortements dans la province.